# حنجور
حنجور (به عربی: حنجور) یک روستا در سوریه است که در ناحیه جب رمله واقع شده‌است. حنجور ۲٬۹۰۴ نفر جمعیت دارد.